# 福井大橋
福井大橋（日语：／）是日本福井縣的一座公路桥梁，跨过九頭龍川连接了左岸（南側）的福井市和右岸（北側）的坂井市，长589米，为日本8號國道福井繞道的一部分，1973年建成通车。